# Убинское (озеро)
У́бинское — бессточное пресноводное озеро в России, расположенное в Барабинской низменности на территории Новосибирской области. Площадь поверхности — 436 км².
Озеро Убинское — второе по величине озеро Новосибирской области, располагается на территории двух районов — Убинского и Каргатского.

## Топонимика
Своё название получило от слова убу (тат.) — трясина, топкое место.

## Физиография
В период высокого уровня (весной) происходит сброс вод по реке Убинка в реку Омь.
В настоящее время озеро находится в фазе маловодности, средняя глубина — 0,6 метра, максимальная — 1 метр.
Имеется несколько островов (самый крупный — Медяковский остров).
По дну озера проходит подводный увал, являющийся продолжением Каргатской гривы, тянущейся по правому берегу реки Каргат.
Котловина озера имеет пологие заболоченные склоны. Дно озера глинистое, покрытое мощным слоем серого тонкодисперсного ила.
Подпитывается озеро в основном из болот. Толщина льда зимой — 0,7 метра.

## Животный и растительный мир
В середине XX века озеро славилось большим количеством рыбы. В озере обитали 10 видов рыб — карась, щука, окунь, сазан, пелядь, лещ, плотва, язь, ёрш, гольян. В 1990-е годы рыбные запасы озера стали сокращаться и в настоящее время ихтиофауна озера представлена исключительно мелким карасем. В качестве возможных причин оскудения видового состава озера экологи называют понижение уровня озера из-за непродуманных мелиоративных работ и тепловые аномалии, приведшие к кислородному голоданию. Наиболее вероятной считается первая версия, исследования ихтиофауны ещё в 1943—1983 годах показали, что уровенный режим озера — основной фактор, влияющий на видовое разнообразие рыб. Попытки зарыбления озера ни к чему не привели. В настоящее время уровень воды постепенно увеличивается, что дает надежду на восстановление рыбных запасов озера.
На северо-восточном побережье Убинского озера обнаружена довольно большая колония орлана-белохвоста.
Прибрежная часть заросла камышом и осокой.
Численность водорослей в 1989 году составляла 31,7 млн кл./л.

## Ближайшие населённые пункты
По берегам озера располагаются несколько сельских поселений. Самое крупное село — Чёрный Мыс. Среди других населённых пунктов — Крещенский, Заречноубинская.

## Интересные факты
- Озеро Убинское стало первым озером в Сибири, в которое был акклиматизирован лещ (в 1929 году).[13] В дальнейшем леща расселили во многие другие водоемы Сибири, в том числе и из самого Убинского озера.
- На берегу озера находится Заречно-Убинский могильник, который состоит из 160 курганов VI—XVIII веков.[14]